# Caroline Laurent
Ne doit pas être confondu avec Caroline Laurent (écrivaine).
Caroline Laurent, née Séchet le 6 mai 1963 à Versailles, est une haute fonctionnaire française, ayant accédé au grade d’ingénieure générale de l'armement. 

## Biographie

### Famille
Caroline Marie Eugénie Séchet naît le 6 mai 1963 à Versailles du mariage de Bernard Séchet et de Maria-Pilar Alonso-Lasheras. Le flûtiste Pierre Séchet est son oncle. En 1989, elle épouse Louis Laurent, également polytechnicien. De ce mariage naissent cinq enfants.[réf. nécessaire]

### Formation
Ancien élève de l'École polytechnique (promotion 1982),, elle est ensuite diplômée de l’École nationale supérieure de l'aéronautique et de l'espace en 1987.
Le 30 août 2004, elle est admise « comme auditeur de la 41e session nationale du Centre des hautes études de l'armement » ; elle est alors ingénieur en chef de l'armement, directrice d'opérations réseaux opératifs et tactiques, directrice de programmes Syracuse, service des programmes d'observation, de télécommunication et d'information, direction des systèmes d'armes.

### Carrière professionnelle
Titulaire d'un brevet de pilote, elle entre au sein de la direction générale de l'Armement (DGA) en 1987, à la direction des missiles et de l’espace, avec, notamment, les responsabilités suivantes : 
- en 1994 et 1995, elle collabore à l’élaboration de la politique spatiale française, et devient responsable des programmes de recherche dans le spatial[3],[5] ;
- en 2001, elle devient directrice du programme de télécommunications militaires Syracuse[3],[5],[6] ;
- le 31 décembre 2009, elle est nommée directrice de l'unité de management « opérations d'armement aéronautiques » de la direction des opérations[7] ;
- le 15 juin 2011, elle est nommée directrice de l'unité de management « espace et systèmes d'information opérationnels » de la direction des opérations[8],[3],[5] ;
- le 1er décembre 2014, elle est nommée directrice de la stratégie de la DGA[1],[5],[9].

Elle cesse ses fonctions à sa demande le 1er septembre 2019 pour rejoindre le CNES où elle est nommée directrice des systèmes orbitaux (DSO) et membre du comité exécutif,,.
- le 6 mai 2022, elle est  nommée présidente du conseil d'administration de l'Agence nationale des fréquences[13].

## Distinctions

### Décorations
- Officière de la Légion d'honneur (2018)[14] ; chevalière depuis le 6 juillet 2009[15].

- Officière de l'ordre national du Mérite (2014), ingénieure générale de 1re classe de l'armement)[16] ; chevalière au titre d'« ingénieure en chef de l'armement ; 19 ans de services » depuis le 2 mai 2003[17].

En 2017, elle est promue grand-croix de l'ordre du Mérite militaire (Espagne). Elle est titulaire de la médaille de l'Aéronautique.[réf. nécessaire]

### Grades
Au sein du corps des ingénieurs de l'armement, elle est promue au grade d'ingénieur principal pour prendre rang du 1er mai 1992, au grade d'ingénieur en chef pour prendre rang du 1er janvier 2001, puis le 21 janvier 2008, elle est promue au grade d'ingénieur général de 2e classe pour prendre rang du 1er mars 2008.
Le 30 janvier 2012, elle est promue pour prendre rang du 1er mars 2012 au grade d'ingénieur général de 1re classe.
Le 1er décembre 2014, elle est élevée aux rang et appellation d'ingénieur général hors classe de l'armement, la deuxième femme en France à ce grade après Monique Legrand-Larroche.